# Blanca Busquets i Oliu
Blanca Busquets i Oliu (Barcelona, 20 de març de 1961) és una escriptora, filòloga i guionista catalana.

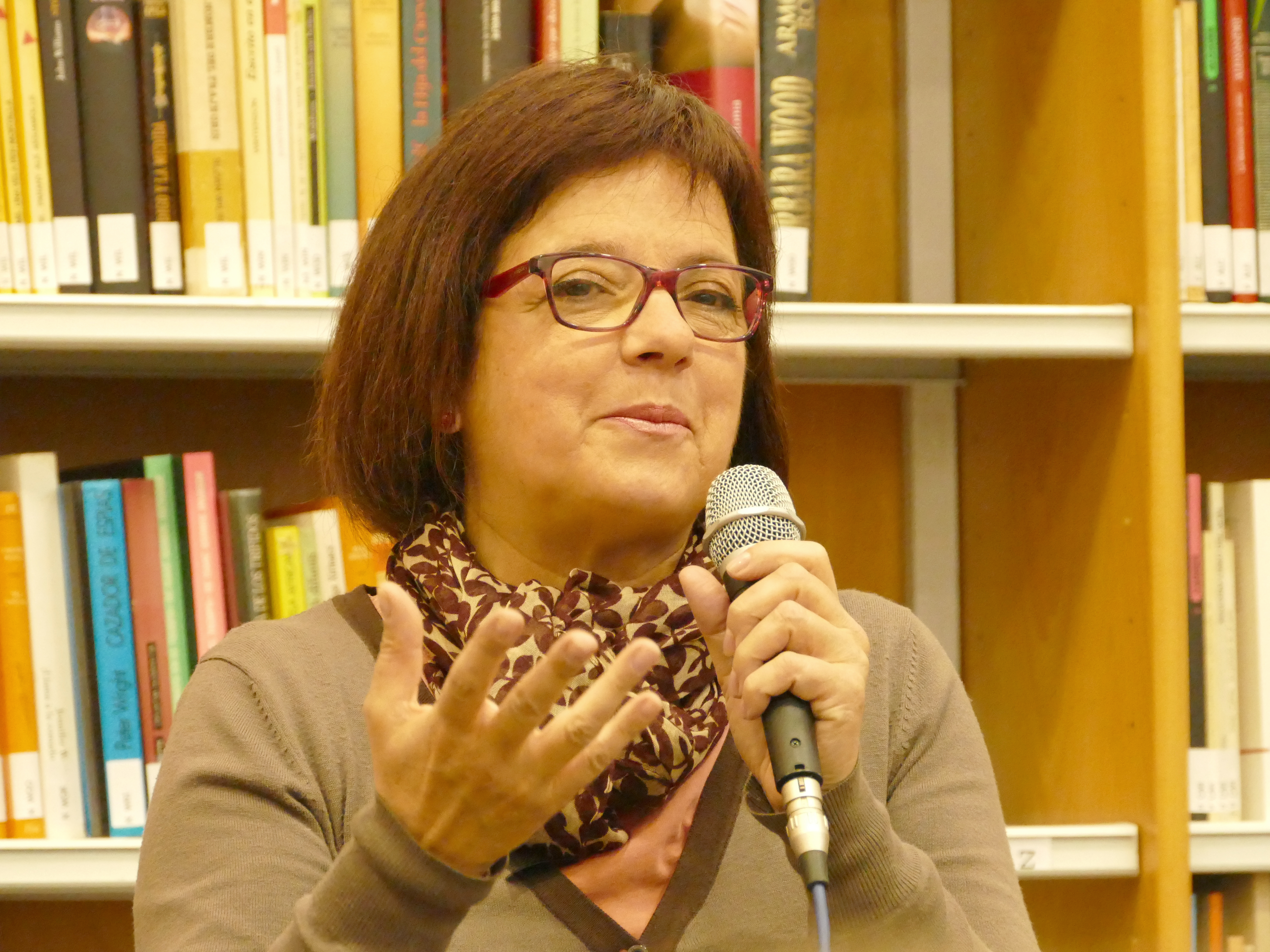
Durant la presentació del llibre La Fugitiva a la biblioteca de Lliçà de Vall

## Biografia
Nascuda a Barcelona, filla de Josep Maria Busquets, empresari i promotor cultural. Molt arrelada a Cantonigròs, de seguida va anar a viure a Pamplona, on el seu pare treballava; i s'hi va estar fins a l'any 1972. A Pamplona va estudiar en una escola francesa i va aprendre a llegir i a escriure en francès primer i en castellà, després; alhora que llegia música. Després van tornar a Catalunya i es van instal·lar a Barcelona, on continuà els estudis musicals. Va formar part de diversos cors i va tocar durant deu anys a l'Orquestra Joventut Percussionista de Catalunya. De menuda ja va ser introduïda en la dansa clàssica i va ballar fins als vint-i-cinc anys. Va treballar de voluntària al Centre Penitenciari Can Brians, on va dirigir el cor SiFaSol del 2001 al 2003.
La seva formació musical l'ha conduïda a treballar de locutora al programa Hidrogen, del Canal 33, i —durant set anys— de redactora del programa de música clàssica de la Televisió de Catalunya.
És una de les fundadores del Festival Internacional de Música de Cantonigròs i continua essent-ne membre del comitè organitzador. Treballa des de 1986 a les emissores de Catalunya Ràdio, com a realitzadora i guionista, tot tocant diferents aspectes del panorama radiofònic. També escriu periòdicament al diari digital Osona.com.
A banda de participar en clubs de lectura, ha fet xerrades, presentacions i conferències arreu de Catalunya, a diversos llocs de l'estat espanyol, i a ciutats com l'Alguer, Moscou, Leipzig, Berlín i Cracòvia. Formà part de la delegació d'escriptors catalans a la Fira del Llibre de Varsòvia 2016.
Ha guanyat el premi Llibreter 2011 per La nevada del cucut; i el Premio Alghero Donna de literatura i periodisme 2015, per la traducció a l'italià de La casa del silenci.

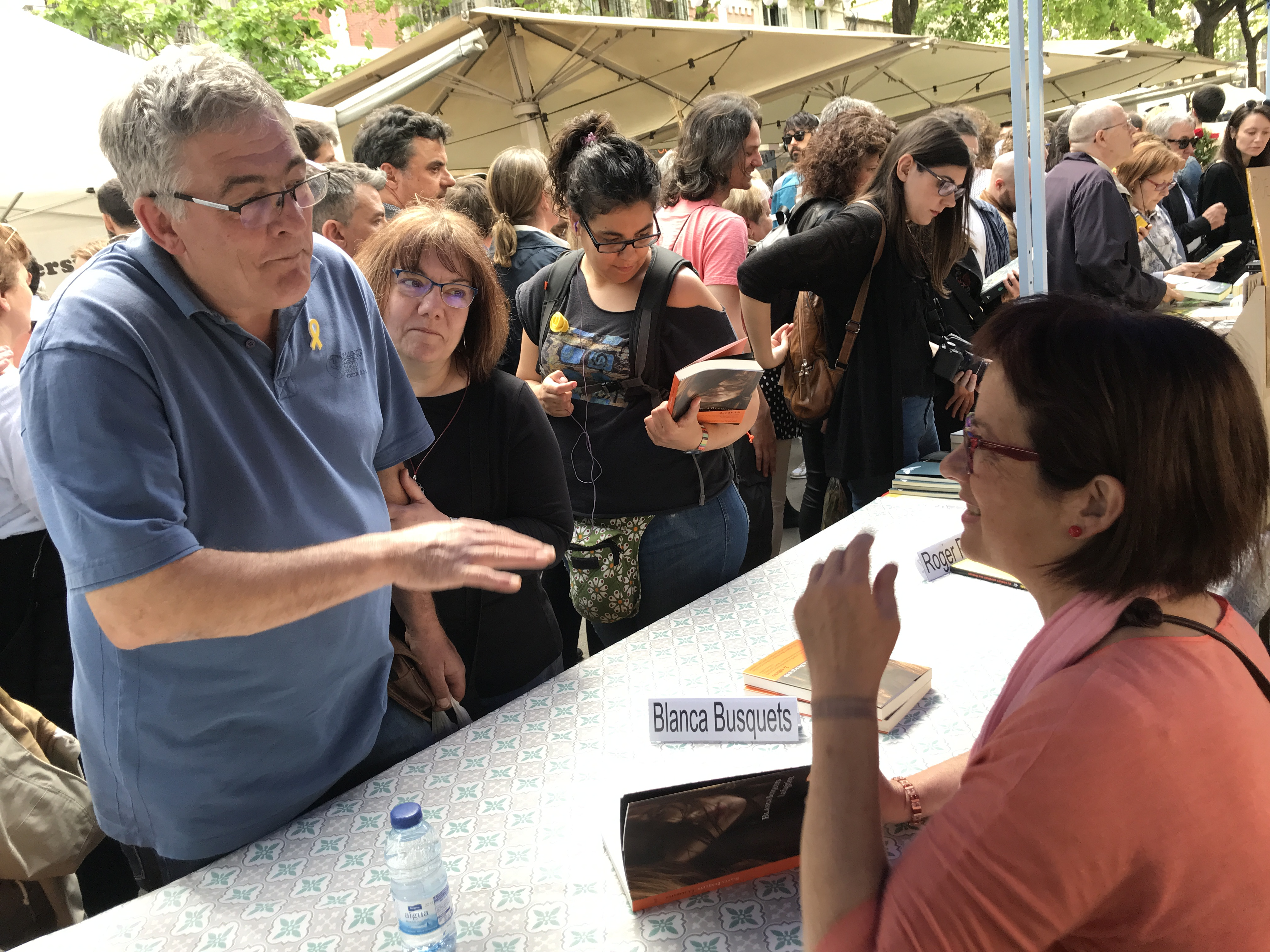
Signatura de llibres (Sant Jordi 2018)

## Obres publicades[3]
- Presó de neu. Barcelona: Proa, 2003.
- El jersei. Barcelona: Rosa dels Vents, 2006.
- Tren a Puigcerdà. Barcelona: Rosa dels Vents, 2007.
- Vés a saber on és el cel. Barcelona: Rosa dels Vents, 2009.
- La nevada del cucut. Barcelona: Rosa dels Vents, 2010.
- La casa del silenci. Barcelona: Rosa dels Vents, 2013.
- Paraules a mitges. Barcelona: Rosa dels Vents, 2014.
- Jardí a l'obaga. Barcelona: Proa, 2016.
- La fugitiva. Barcelona: Proa, 2018.
- El crit. Barcelona: Proa, 2019.[4]
- Constel·lacions. Barcelona: Proa, 2022.
- Els dies robats. Barcelona: Proa, 2024.[5]